# 映画 ひつじのショーン 〜バック・トゥ・ザ・ホーム〜
『映画 ひつじのショーン 〜バック・トゥ・ザ・ホーム〜』（Shaun the Sheep The Movie）は『ひつじのショーン』シリーズの映画作品。2015年7月4日に日本公開された。全世界での興行収入は1億600万ドル、日本での興行収入は5億7000万円。

## キャスト
- ショーン、ティミー：ジャスティン・フレッチャー
- 牧場主、ビッツァー：ジョン・スパークス
- トランパー：オミッド・ジャリリ
- ティミーのママ、メリー：ケイト・ハーバー
- スリップ：ティム・ハンズ
- ツインズ：サイモン・グリーナル
- ナッツ：アンディ・ナイマン
- ヘーゼル：エマ・テート
- ジュニアドクター、動物収容センターのビジター：ヘンリー・バートン
- 病院のコンサルタント：ディモント・ヴィヤ
- 動物収容センターのビジター：ソフィー・ラフトン
- オペラの羊：ニア・メディ・ジェームス
- スタイリスト、マスターD、ゴルファー、怒っているパント馬、病院のキャラクター：ショーン・コノリー
- バスステーションのアナウンサー、病院のアナウンサー：スタンリー・アンウィン
- ヘアートラブル：ジャック・ポールソン
- ニック・パーク：本人

## スタッフ
- 原案：ニック・パーク
- 編集：シム・エヴァン・ジョーンズ
- プロデューサー：ポール・キューリー／ジュリー・ロックハート
- 脚本／監督：マーク・バートン／リチャード・スターザック
- 製作：アードマン・アニメーションズ／スタジオカナル

## 評価
レビュー・アグリゲーターのRotten Tomatoesでは171件のレビューで支持率は99%、平均点は8.10/10となった。Metacriticでは30件のレビューを基に加重平均値が81/100となった。

## 受賞
| 年     | 映画賞                           | 賞                                 | 結果       |
| ------ | -------------------------------- | ---------------------------------- | ---------- |
| 2015年 | 第19回オンライン映画批評家協会賞 | アニメ映画賞                       | ノミネート |
| 2015年 | 第19回トロント映画批評家協会賞   | アニメーション映画賞               | 受賞       |
| 2016年 | 第73回ゴールデングローブ賞       | アニメ映画賞                       | ノミネート |
| 2016年 | 第43回アニー賞                   | 作品賞                             | ノミネート |
| 2016年 | 第88回アカデミー賞               | 長編アニメーション賞               | ノミネート |
| 2016年 | 第15回AARP大人のための映画賞     | 大人になりきれない人のための作品賞 | ノミネート |

## テレビ放送
2017年5月6日、NHK Eテレで地上波初放送された。